# Tarō Hasegawa
Tarō Hasegawa (jap. 長谷川 太郎, Hasegawa Tarō; * 17. August 1979 in der Präfektur Tokio) ist ein ehemaliger japanischer Fußballspieler.

## Karriere
Hasegawa erlernte das Fußballspielen in der Jugendmannschaft von Kashiwa Reysol. Seinen ersten Vertrag unterschrieb er 1998 bei den Kashiwa Reysol. Der Verein spielte in der höchsten Liga des Landes, der J1 League. 1999 gewann er mit dem Verein den J.League Cup. Für den Verein absolvierte er 19 Erstligaspiele. 2002 wechselte er zum Zweitligisten Albirex Niigata. Für den Verein absolvierte er 12 Spiele. 2003 wechselte er zum Ligakonkurrenten Ventforet Kofu. Am Ende der Saison 2005 stieg der Verein in die J1 League auf. Für den Verein absolvierte er 84 Spiele. Im August 2007 wechselte er zum Zweitligisten Tokushima Vortis. Für den Verein absolvierte er 23 Spiele. 2008 wechselte er zum Ligakonkurrenten Yokohama FC. Für den Verein absolvierte er 14 Spiele. 2009 wechselte er zum Drittligisten New Wave Kitakyushu (heute: Giravanz Kitakyushu). Am Ende der Saison 2009 stieg der Verein in die J2 League auf.

## Erfolge
Kashiwa Reysol
- J.League Cup

Sieger: 1999